# Жаржуэ, Маудо
Маудо Ламин Жаржуэ (англ. Maudo Lamine Jarjué; род. 30 сентября 1997, Серекунда) — гамбийский футболист, защитник клуба «Эльфсборг».

## Клубная карьера
В 2015 году попал в академию португальского «Жил Висенте». За основную команду клуба дебютировал 23 ноября 2016 года в матче Сегунды со второй командой «Витории Гимарайнш», появившись на поле в концовке встречи вместо Родни Страссера.
9 июля 2017 года подписал двухлетний контракт с азербайджанским «Сабаилом». 13 августа того же года в игре первого тура с «Зирей» дебютировал в азербайджанской Премьер-лиге, появившись в стартовом составе и на 8-й минуте заработав жёлтую карточку. За время, проведённое в клубе, принял участие в 50 матчах.
18 июня 2019 года перебрался в австрийскую «Аустрию» из Вены, заключив с ней контракт на четыре годам. Первую игру за новый клуб провёл 3 августа против «ЛАСК». Также провёл 20 матчей за вторую команду клуба во втором дивизионе.
В феврале 2021 года на правах аренды до конца года перешёл в «Эльфсборг». За клуб из Буроса дебютировал в чемпионате Швеции в матче с «Юргорденом». По окончании аренды подписал со шведским клубом полноценный контракт, рассчитанный на три года.

## Карьера в сборной
2 октября 2020 года впервые был вызван в национальную сборную Гамбии на товарищеские матчи с Республикой Конго и Гвинеей. В её составе дебютировал 25 марта 2021 года в отборочном матче Кубка африканских наций с Анголой, заменив на 74-й минуте Сулаймана Марре.

## Клубная статистика
| Выступление      | Выступление      | Выступление      | Лига | Лига | Кубки | Кубки | Конт. кубки | Конт. кубки | Итого | Итого |
| Клуб             | Лига             | Сезон            | Игры | Голы | Игры  | Голы  | Игры        | Голы        | Игры  | Голы  |
| ---------------- | ---------------- | ---------------- | ---- | ---- | ----- | ----- | ----------- | ----------- | ----- | ----- |
| Жил Висенте      | Сегунда-лига     | 2016/17          | 4    | 0    | 0     | 0     | 0           | 0           | 4     | 0     |
| Жил Висенте      | Итого            | Итого            | 4    | 0    | 0     | 0     | 0           | 0           | 4     | 0     |
| Сабаил           | Премьер-лига     | 2017/18          | 20   | 0    | 2     | 0     | 0           | 0           | 22    | 0     |
| Сабаил           | Премьер-лига     | 2018/19          | 25   | 0    | 3     | 0     | 0           | 0           | 28    | 0     |
| Сабаил           | Итого            | Итого            | 45   | 0    | 5     | 0     | 0           | 0           | 50    | 0     |
| Аустрия (Вена)   | Бундеслига       | 2019/20          | 6    | 0    | 0     | 0     | 2           | 0           | 8     | 0     |
| Аустрия (Вена)   | Бундеслига       | 2020/21          | 4    | 0    | 2     | 0     | 0           | 0           | 6     | 0     |
| Аустрия (Вена)   | Итого            | Итого            | 10   | 0    | 2     | 0     | 2           | 0           | 14    | 0     |
| Эльфсборг        | Алльсвенскан     | 2021             | 19   | 1    | 0     | 0     | 4           | 0           | 23    | 1     |
| Эльфсборг        | Алльсвенскан     | 2022             | 6    | 1    | 0     | 0     | 0           | 0           | 6     | 1     |
| Эльфсборг        | Итого            | Итого            | 25   | 2    | 0     | 0     | 4           | 0           | 29    | 2     |
| Всего за карьеру | Всего за карьеру | Всего за карьеру | 84   | 2    | 7     | 0     | 6           | 0           | 97    | 2     |

## Статистика в сборной
| Матчи и голы Маудо Жаржуэ за национальную сборную Гамбии | Матчи и голы Маудо Жаржуэ за национальную сборную Гамбии | Матчи и голы Маудо Жаржуэ за национальную сборную Гамбии | Матчи и голы Маудо Жаржуэ за национальную сборную Гамбии | Матчи и голы Маудо Жаржуэ за национальную сборную Гамбии | Матчи и голы Маудо Жаржуэ за национальную сборную Гамбии |
| №                                                        | Дата                                                     | Оппонент                                                 | Счёт                                                     | Голы                                                     | Соревнование                                             |
| -------------------------------------------------------- | -------------------------------------------------------- | -------------------------------------------------------- | -------------------------------------------------------- | -------------------------------------------------------- | -------------------------------------------------------- |
| 1                                                        | 25 марта 2021                                            | Ангола                                                   | 1:0                                                      | 0                                                        | Отборочные матчи КАН-2021                                |
| 2                                                        | 29 марта 2021                                            | ДР Конго                                                 | 0:1                                                      | 0                                                        | Отборочные матчи КАН-2021                                |

Итого:2 матча и 0 голов; 1 победа, 0 ничьих, 1 поражение.